# Полатайко Ярема Миколайович
Ярема Миколайович Полатайко (нар. 5 липня 1936, Надвірна) — український майстер художньої обробки дерева; член Чернівецької обласної організації Спілки художників України з 1970 року (голова правління у 1995—2002 роках).

## Біографія
Народився 5 липня 1936 року у місті Надвірній (нині Івано-Франківська область, Україна). Упродовж 1953—1962 років навчався на відділенні художньої обробки дерева у Косівському училищі прикладного мистецтва у Володимира Гуза, Олексія Соломченка, Євгена Сагайдачного.
Після здобуття фахової освіти працював у Косівських художньо-виробничих майстернях; з 1965 року — в Чернівцях, на художньо-виробничому комбінаті. Був членом КПРС.
Протягом 1977—1982 років навчався на художньо-графічному факультеті Одеського педагогічного інституту, був учнем Петра Злочевського. Мешкає в Чернівцях в будинку на вулиці Гребінки, № 23/2.

## Творчість
Працює в галузях декоративного (художнє різьблення по дереву) та монументального мистецтва. Автор сюжетно-тематичних та портретно-рельєфних композицій на історичні, літературні, фольклорні теми, декоративних тарелей, плакеток, дерев'яних сувенірів (створені тиражні серії буковинських сувенірів, впроваджені у виробництво на Чернівецькому художньо-виробничому комбінаті). Декорує інкрустацією бісером, перламутром, жируванням. Серед робіт:
- серія декоративних тарелей за мотивами творів Тараса Шевченка «Музыкант», «Тополя», «Наймичка», «Кобзар», «На панщині пшеницю жала…» (1964);
- альбом «Ювілейний» (1964);
- «Думи народу» (1967);
- книга-адрес «Олекса Довбуш» (1967);
- сувеніри «Колядка» (1969), «Гуцульські мотиви» (1969), «Буковинське весілля» (1970)[2];
- «1500-ліття Києва» (1981);
- рельєфні композиції «Батьки і діти» (1979), «Бокораші» (1980), «Вівчар» (1980), «Король-гуцул» (1984), «Єсьми оба брата» (1986), «Козак» (1990), «Володар гір» (1991);
- серії «Мир — дітям» (1985), «Українські храми» (1992), «Чорнобиль» (1993).

монументальні роботи
- оздоблення бару «Буковинська ніч» у Чернівцях (у співавторстві)[2];
- оформлення турбази «Подолянка» у Кам'янці-Подільському[3].
- монументальна композиція «До 100-річчя поселення українців в Канаді» у селі Жабокруках Івано-Франківської області (1991);
- пам'ятник «Родина» у місті Саскатуні (1992).

Учасник всеукраїнських (з 1964 року), всесоюзних (з 1968 року) та закордонних (з 1993 року) виставок (Румунія, Німеччина, Канада). Персональні виставки відбулися у Чернівцях у 1970, 1986 роках;
канадських містах Саскатуні у 1992 році та Вінніпезі у 1993 році.
Твори зберігаються у Чернівецькому художньому музеї, музеях України, Канади та Росії.

## Відзнаки
- Літературно-мистецька премія імені Сидора Воробкевича[3];
- Почесна грамота Кабінету Міністрів України (1998)[4];
- Заслужений художник України (2001)[5].